# 中東部地方 (ブルキナファソ)
中東部地方(Centre-Est)はブルキナファソ東部の地方。
2013年の人口は約138.5万人。
中心都市はタンコドゴ。

## 行政区画
| 県           | 県都       | 2006年の人口 |
| ------------ | ---------- | ------------ |
| クリテンガ県 | クペラ     | 330,342      |
| クルペロゴ県 | ワルガイ   | 259,395      |
| ブルグ県     | タンコドゴ | 542,286      |

## 地理
- 北：中北部地方
- 東：東部地方
- 南東：トーゴ
- 南西：ガーナ
- 西：中南部地方
- 北西：中央大地地方